# Ahmed Hassan Moussa
Ahmed Hassan Moussa (Gibuti, 12 settembre 1998) è un calciatore gibutiano, attaccante del Djibouti Telecom.

## Carriera

### Club
Debutta nel 2014 con la maglia del Djibouti Telecom.

### Nazionale
Debutta in Nazionale il 12 giugno 2015, in Tunisia-Gibuti.